# 福井市越廼中学校
福井市越廼中学校（ふくいし こしのちゅうがっこう）は、福井県福井市大味町にある公立中学校。

## 部活動

### 運動部
- 男女卓球部

### 文化部
なし

## アクセス
- 北陸新幹線・ハピラインふくい線・えちぜん鉄道勝山永平寺線 福井駅より、京福バス 10・15系統（越前海岸ブルーライン）「波の華」行きに乗車し、「越廼中学校前」下車。
- E8 北陸自動車道 福井ICから、国道158号・福井県道・石川県道5号福井加賀線・福井県道6号福井四ヶ浦線経由 約30 km。